# 道の駅第九の里

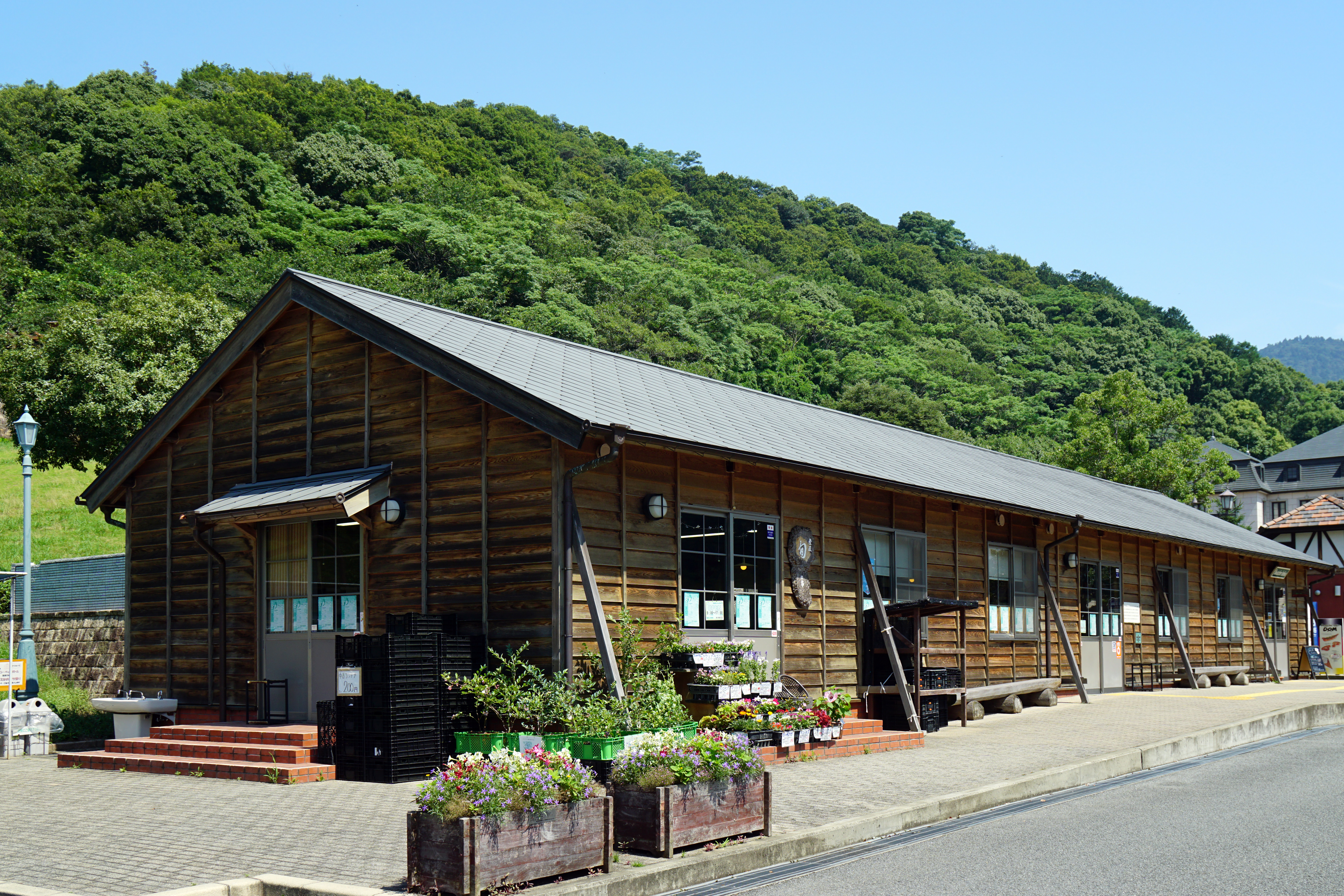
旧板東俘虜収容所兵舎。現・物産館、ドイツソーセージ・ホットドッグ店

道の駅第九の里（みちのえき だいくのさと）は、徳島県鳴門市大麻町桧にある徳島県道41号徳島北灘線の道の駅である。
ドイツの作曲家ルートヴィヒ・ヴァン・ベートーヴェンが作曲した交響曲第9番の日本初演の地である。

## 施設
- 駐車場
  - 普通車：105台
  - 大型車：10台
  - 身障者用：3台
- トイレ
  - 男：5器
  - 女：4器
  - 身障者用：1器
- 公衆電話
- 公衆FAX
- 情報コーナー
- 物産館 - 内部は物産店とドイツソーセージ・ホットドッグ店。板東俘虜収容所廃止後の1968年に移築され、2004年に登録有形文化財に登録された柿本家バラッケ（登録名、バラッケ=兵舎）を2006年に移築したもの[1]。
- ベートーヴェン像
- 展望台・東屋

## 休館日
- 第4月曜日（祝日の場合は営業、翌日休み）
- 年末（12/28 - 12/31）※元日より通常営業

## 交通アクセス
- 徳島県道41号徳島北灘線 - 登録路線
- 高松自動車道 鳴門西バスストップから徒歩約5分。
- 高松自動車道板野ICから車で約5分。
- 徳島自動車道 藍住ICから車で約10分。
- 神戸淡路鳴門自動車道 鳴門ICから車で約15分。
- JR板東駅から徒歩約20分。

## 周辺
- 鳴門市ドイツ館 - 徒歩1分。北側に隣接。
- 鳴門市賀川豊彦記念館 - 徒歩1分。南側に隣接。
- 大麻比古神社 - 徒歩8分。阿波国一宮。大正時代にドイツ人により建設されたドイツ橋と眼鏡橋が現存。
- ドイツ村公園 - 徒歩10分。板東俘虜収容所の跡地。
- ばんどうの鐘
- 阿波大正浪漫 バルトの庭 - 徒歩12分。映画「バルトの楽園」のロケセットや実際の俘虜収容所兵舎を移築した博物館・テーマパーク（2015年5月6日限りで閉園）。
- 霊山寺 - 徒歩12分。四国八十八箇所第一番霊場